# Cremersia (dier)
Cremersia is een geslacht van insecten uit de familie van de Bochelvliegen (Phoridae), die tot de orde tweevleugeligen (Diptera) behoort.

## Soorten
- C. adunca Borgmeier, 1961
- C. pilipes Borgmeier, 1961
- C. spinicosta (Malloch, 1912)